# Kunsthaus Zürich
El Kunsthaus Zürich es un museo en la ciudad suiza de Zúrich. Alberga una de las colecciones de arte más importantes de Suiza y Europa, reunida a través de los años por la asociación de arte local Zürcher Kunstgesellschaft. La colección abarca desde la Edad Media hasta el arte contemporáneo, con énfasis en el arte suizo.

## Arquitectura
El museo fue proyectado por los arquitectos Karl Moser y Robert Curjel, e inaugurado en 1910. Especialmente notables son los diversos interiores de Moser preservados en la sección original del museo, decorada en magistral versión Neogriega de estilo Sezession. Los bajorrelieves de la fachada son del colaborador habitual de Moser Oskar Kiefer. El edificio original del museo fue ampliado en 1925, 1958 y 1976.
El concurso de arquitectura para una ampliación de 230 millones de dólares fue ganado por el londinense David Chipperfield. Su diseño es un masivo edificio rectangular con revestimiento de arenisca. La extensión agregará 5.040 metros cuadrados de galerías, aumentando el espacio de visualización en un 78%. El Kunsthaus se convertirá en el mayor museo de arte suizo, superando a Basilea. Los dos pisos superiores serán para el arte, con instalaciones en la planta baja y un sótano bajo la calle que conectará con el museo original.
Lydia Escher (1858-1891), siendo una destacada mecenas de las artes de Zúrich, fue honrada por la asociación Gesellschaft zu Fraumünster con motivo de su 150 aniversario con una placa conmemorativa, ubicada al frente del edificio. El lugar fue bautizado el 20 de agosto de 2008 por la ciudad de Zúrich como Lydia Welti-Escher Hof.

## Colección
La colección del museo incluye importantes obras de artistas como Claude Monet (varias obras, incluyendo una enorme pintura de nenúfares), Edvard Munch, Pablo Picasso, Jacques Lipchitz y el suizo Alberto Giacometti.
Otros artistas suizos como Johann Heinrich Füssli, Ferdinand Hodler o los más contemporáneos Pipilotti Rist y Peter Fischli también están representados.
Por otra parte, se encuentran a su vez diferentes obras de Vincent van Gogh, Édouard Manet, Henri Matisse y René Magritte.

## Administración
El Kunsthaus está a cargo de la fundación Kunstgesellschaft. En 2013, el museo tuvo 315.000 visitantes.

## Transporte público
La galería es conectada por una parada del sistema de tranvías de Zúrich, también denominada Kunsthaus. Esta se encuentra en la Pfauenplatz, entre el edificio del museo y el Schauspielhaus Zürich.

## Galería

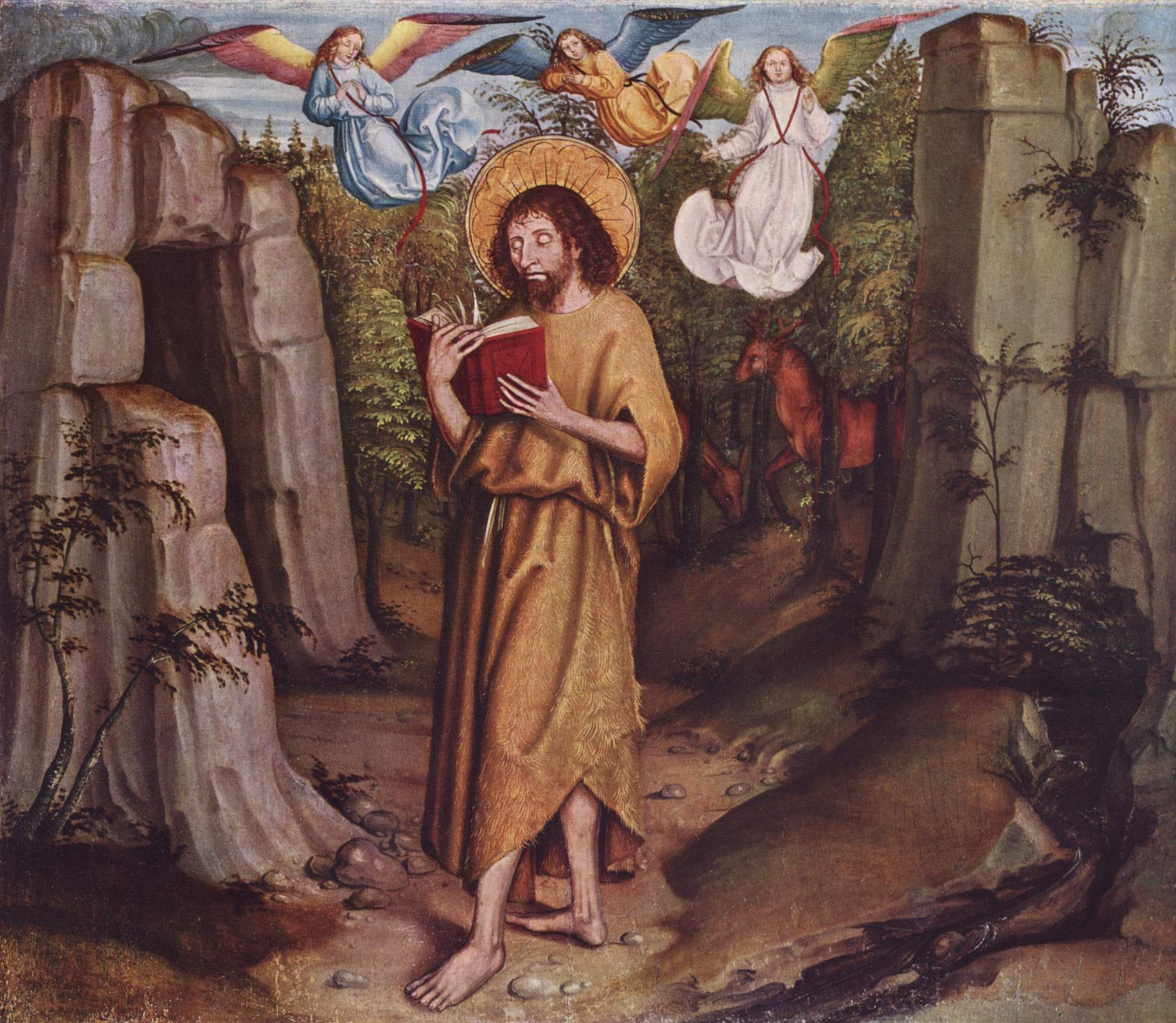
Berner Nelkenmeister, Johannes der Täufer in der Wüste
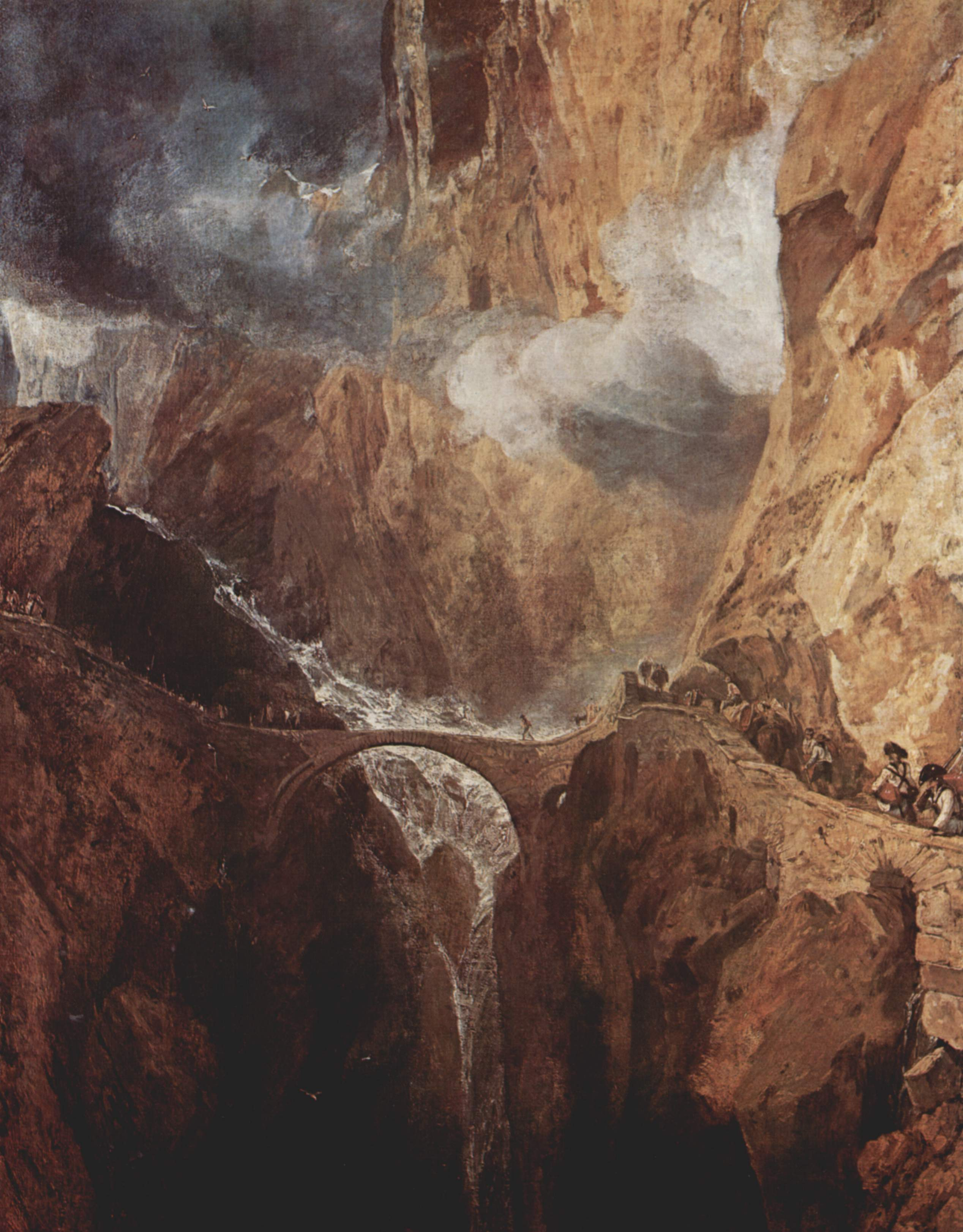
J. M. William Turner, Die Teufelsbrücke St. Gotthard
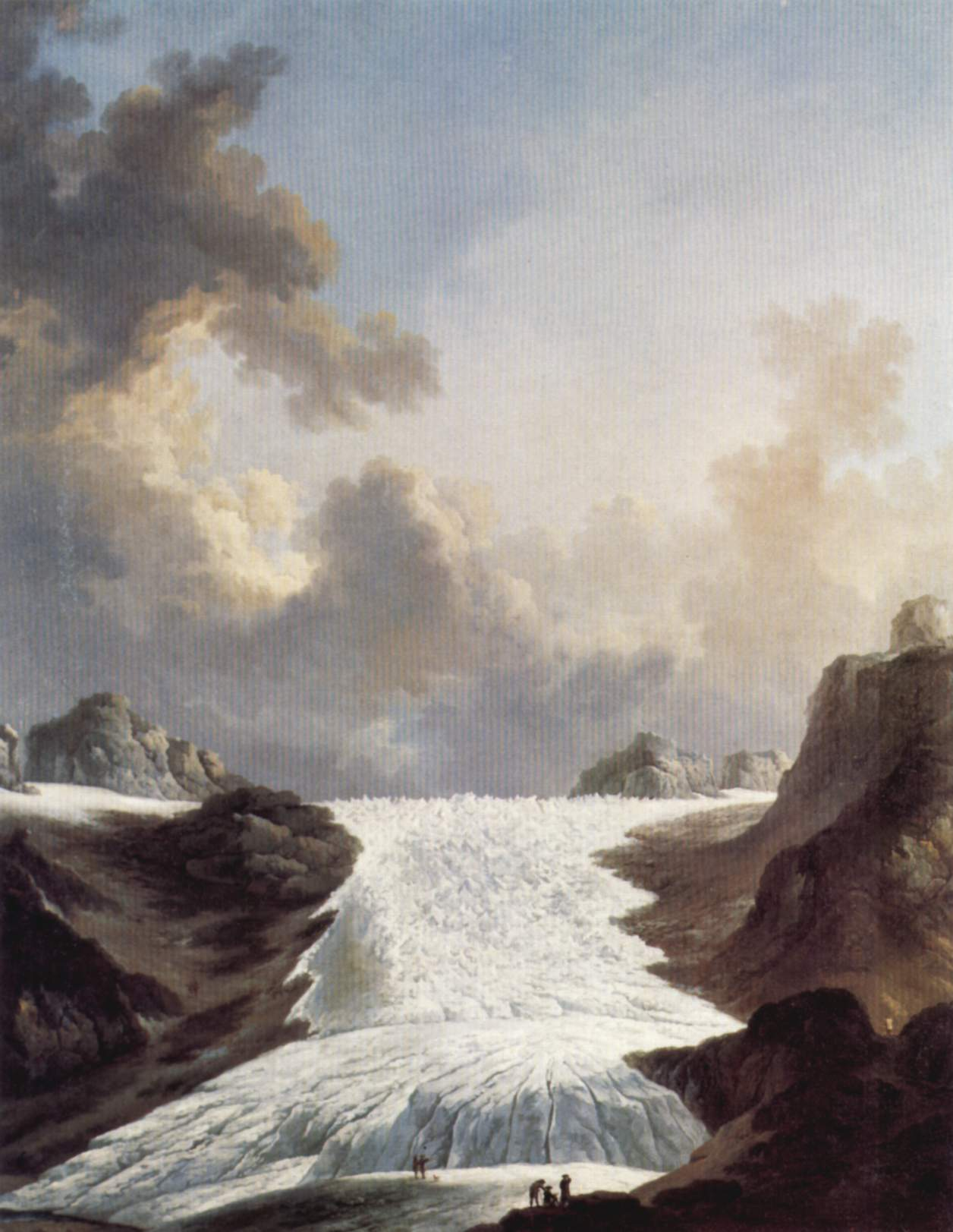
Johann Heinrich Wüest, Der Rhonegletscher
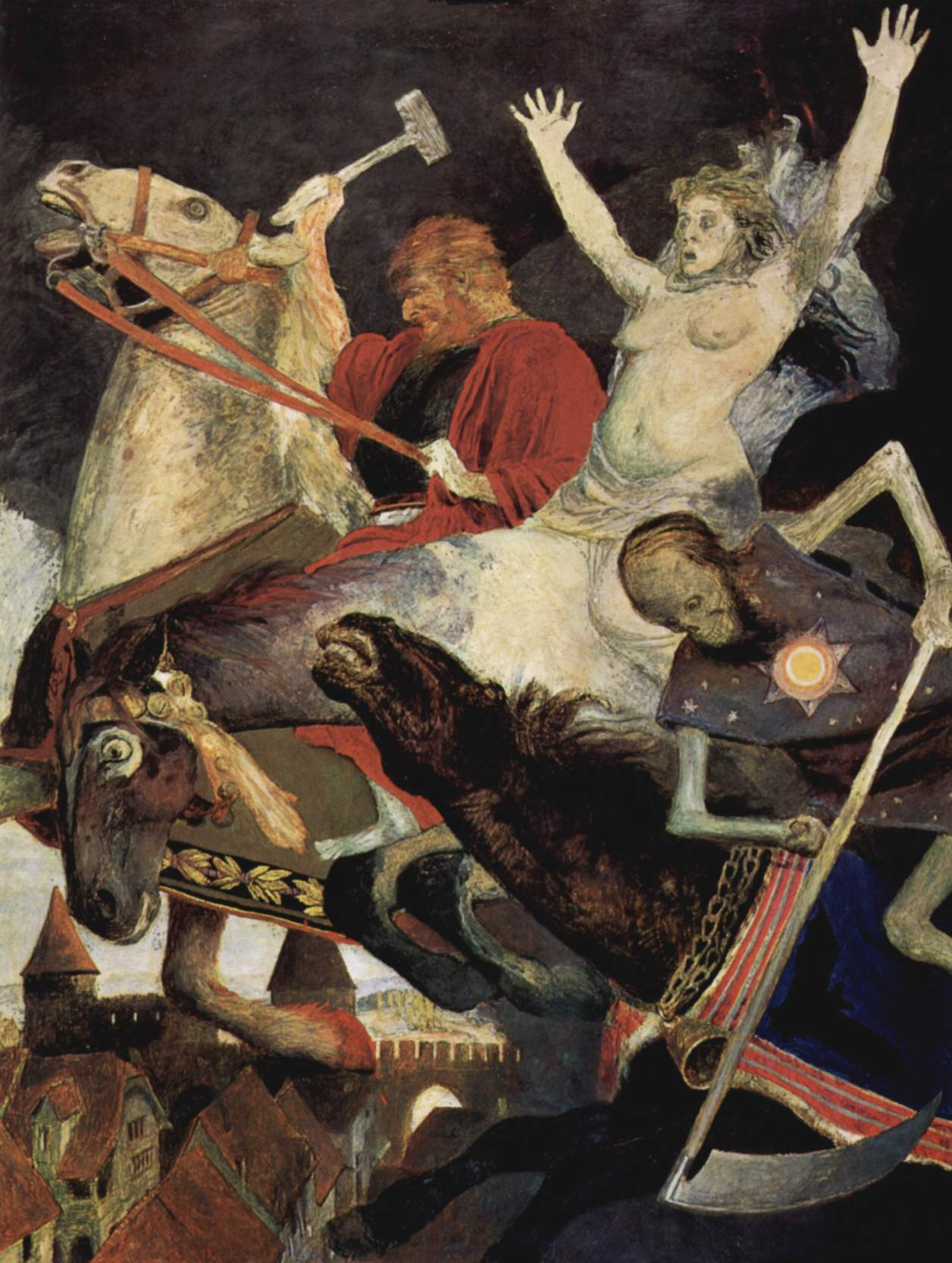
Arnold Böcklin, Der Krieg
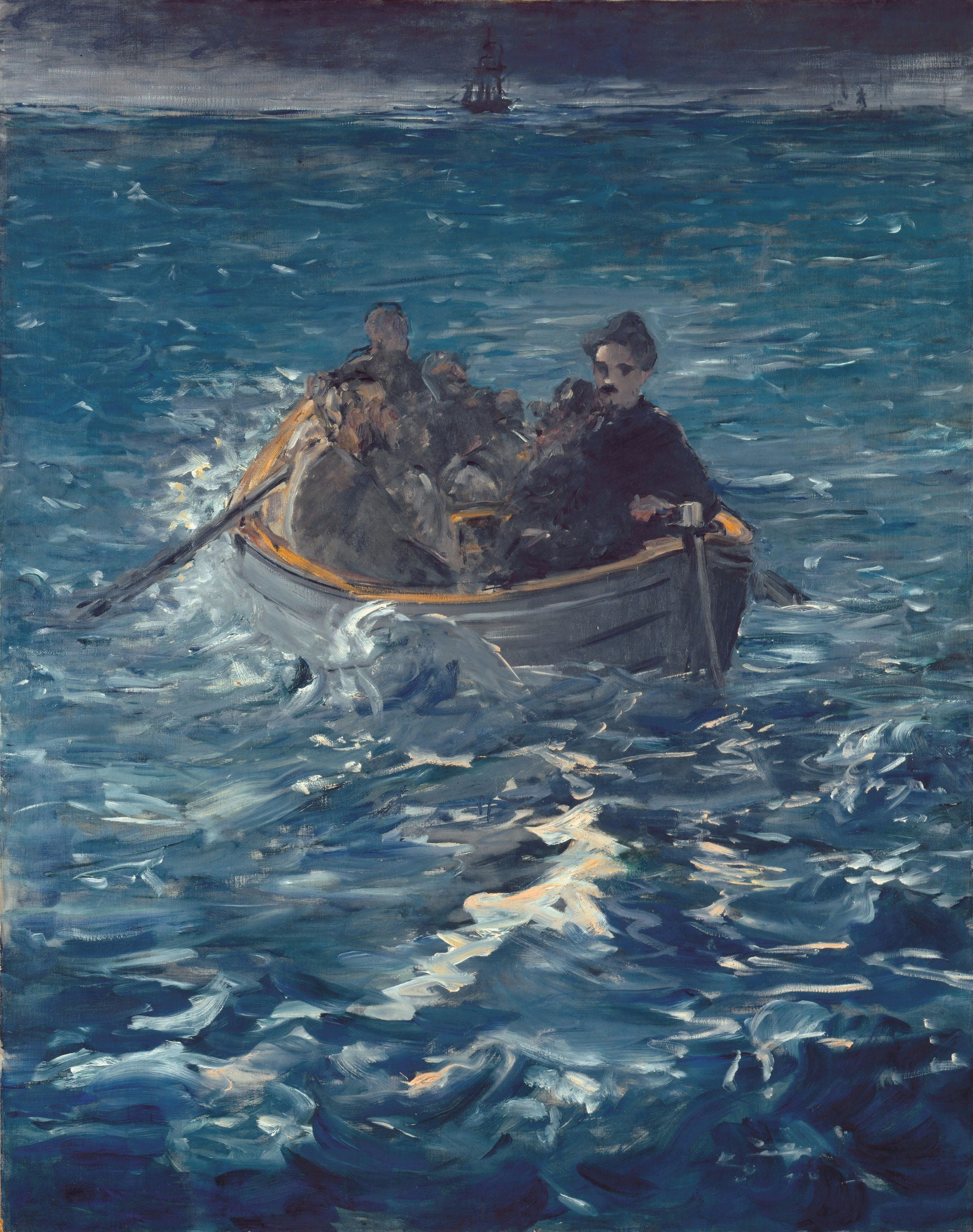
Édouard Manet, Die Flucht des Rochefort
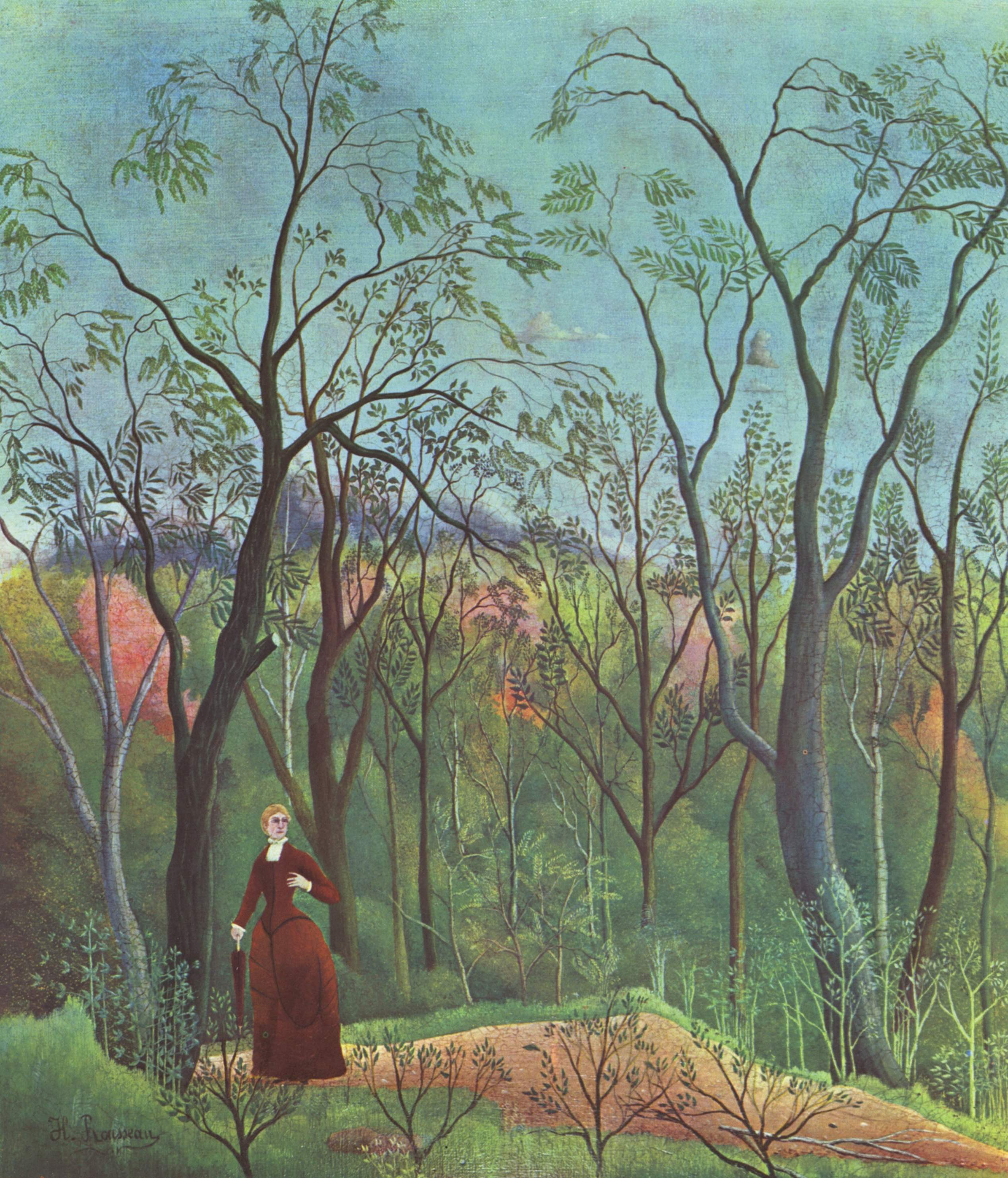
Henri Rousseau, Am Waldrand
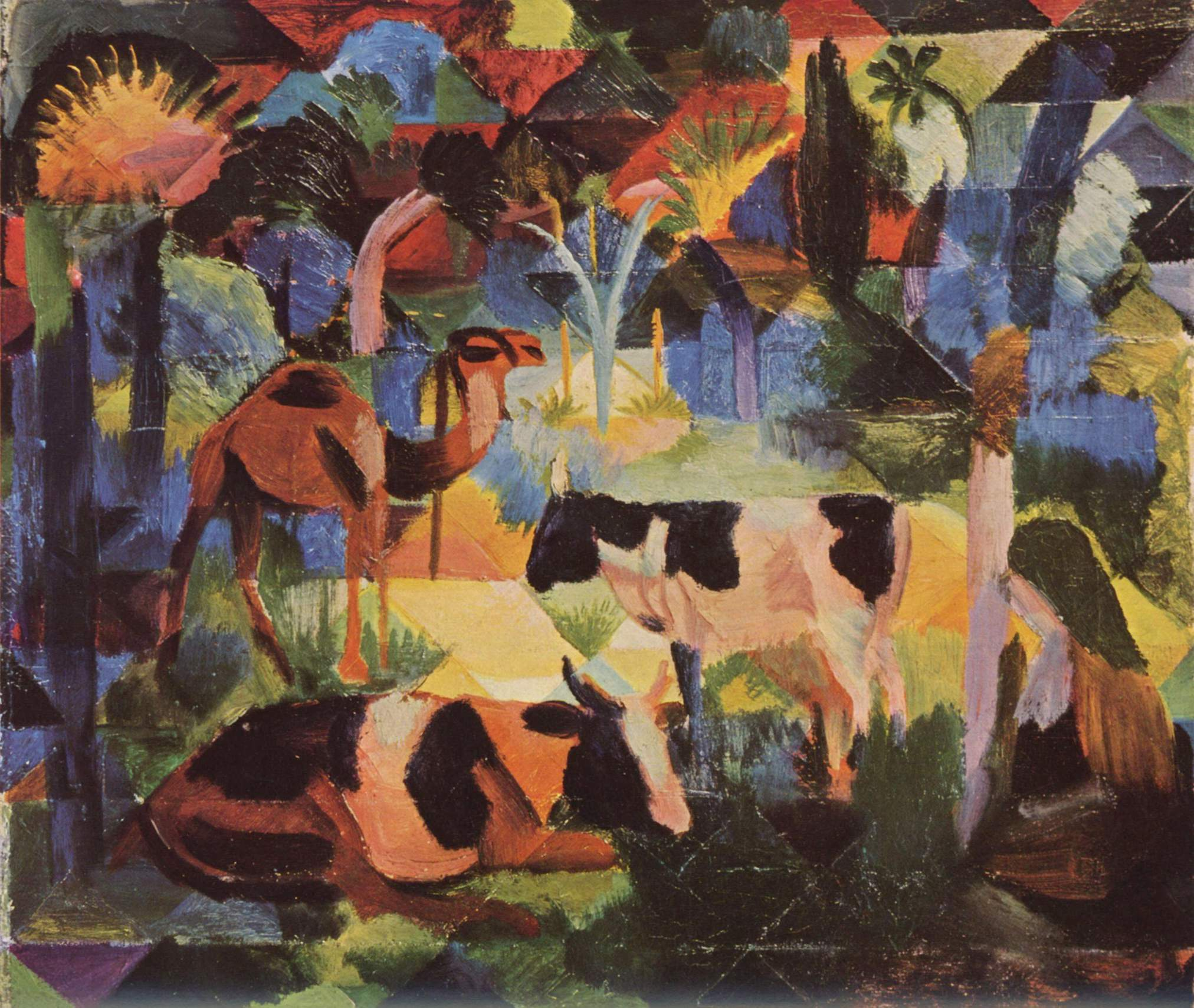
August Macke, Landschaft mit Kühen und Kamel
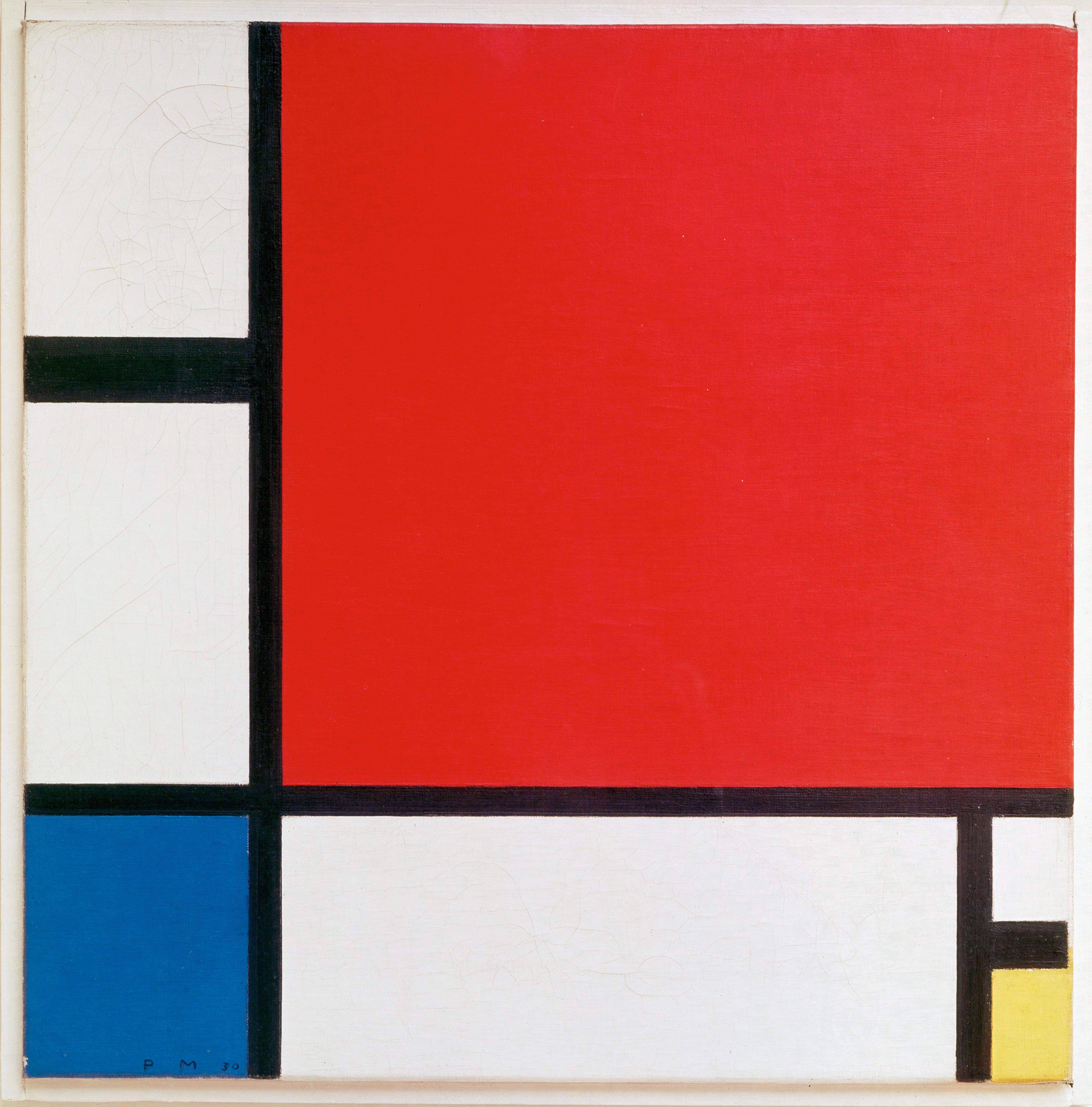
Piet Mondrian, Composition II in Red, Blue, and Yellow